# Skazka o tsare Saltane
Skazka o tsare Saltane (russisk: Сказка о царе Салтане) er en sovjetisk spillefilm fra 1966 af Aleksandr Ptusjko.

## Medvirkende
- Vladimir Andrejev - Saltan
- Larisa Golubkina
- Oleg Vidov - Gvidon
- Ksenia Rjabinkina
- Sergej Martinson